# Amanti
Amanti (br: Um Lugar para os Amantes) é um filme franco-italiano de 1968, do gênero drama, dirigido por Vittorio De Sica.

## Elenco
- Faye Dunaway.... Julia
- Marcello Mastroianni.... Valerion
- Caroline Mortimer.... Maggie
- Karin Engh.... Griselda
- Yvonne Gilbert.... Marie
- Mirella Pamphili.... convidada da festa
- Esmeralda Ruspoli.... esposa do advogado
- Enrico Simonetti
- David Archell
- Martha Buckman